# Stereosaurus
"Stereosaurus" là tên tên được đặt cho một chi Plesiosauria chưa được mô tả. Ba loài: "Stereosaurus platyomus", "S. cratynotus" và "S. stenomus" đều được đặt bởi nhà cổ sinh học người Anh Harry Seeley.